# Gonzalo Fernández de Oviedo y Valdés
Gonzalo Fernández de Oviedo y Valdés (Madrid, agosto 1476 – Valladolid, 26 giugno 1557) è stato uno storico e naturalista spagnolo nominato nel 1532 dall'imperatore Carlo V primo cronachista delle Indie recentemente scoperte..

## Biografia
Nacque in Madrid nell'agosto del 1476 in una famiglia della nobiltà minore proveniente dalle Asturie. La madre si chiamava Juana de Oviedo ed è da lei che lo storico prese il patronimico. Non conosciamo il nome del padre, ma si ritiene che impiegasse quello di Valdés. Sappiamo comunque che proveniva da un piccolo paese, detto Borondes, nella parrocchia di San Miguel de Bascones, a sua volta facente parte del municipio di Grado.

### Primi anni
A dodici anni, il futuro storico entrò a far parte, in qualità di paggio, dell'entourage del giovane duca di Villahermosa, nipote del re Ferdinando il Cattolico. Seguendo il Duca ebbe modo di presenziare alla resa di Granada, nel 1492, rimanendo impressionato dall'avvenimento.
Un anno dopo, nel 1493, passò al servizio del principe ereditario don Juan, guadagnandone la confidenza e la stima in una atmosfera mista di attività militari e letterarie che lo stesso Oviedo definirà la “Casa di Marte e Minerva”. La morte del principe, avvenuta nel 1497, lo obbligò a cercare altrove la sua strada.

### In Italia
Tentò dapprima la fortuna a Saragozza, seguendo la Corte regia, ma nel 1497 era già a Genova, inaugurando nella città ligure la parentesi italiana della sua vita. Da Genova passò a Mantova dove stette, alcuni mesi, alla corte dei Gonzaga, facendo la conoscenza del pittore Andrea Mantegna, dopo che, per mezzo di Ludovico il Moro, aveva già incontrato Leonardo da Vinci. 
Si legò poi alla corte papale di Alessandro VI Borgia, seguendo un nipote del papa, il giovane cardinale Juan Borgia e approfittò del suo soggiorno a Roma per accrescere la sua già notevole cultura. Alla morte del suo protettore si spostò a Napoli, alla corte di Federico di Napoli, ma la sua fu una permanenza relativamente breve perché, al dissolversi del regno dell'Italia meridionale, nel 1503, dovette rientrare in patria.

### Di nuovo in Spagna
Dopo una breve parentesi al servizio del figlio di Federico, noto come Ferdinando,  duca di Calabria, che si era, suo malgrado, riconciliato con i regnanti spagnoli, Oviedo venne incaricato ufficialmente dal monarca spagnolo, Ferdinando il Cattolico, di redigere una storia cronologica dei re di Spagna, Napoli e Sicilia. L'opera, assai ponderosa, avrebbe richiesto molti anni e sarebbe stata ultimata soltanto nel 1552.
Oviedo era stato infine riconosciuto come uno storico accreditato e la sua carriera avrebbe conosciuto, da allora, importanti progressi. Nel 1506 venne nominato Notaio apostolico e segretario del Consiglio dell'Inquisizione, cariche a cui si aggiunse, nel 1507 quello di segretario di Madrid.
Il suo spirito inquieto non si ritenne, però, appagato da quei considerevoli riconoscimenti, anche se le necessità della vita lo obbligarono ad accettarne gli aspetti materiali.
In quegli anni si unì in matrimonio con Margarita de Vergara. La sua fu un'unione d'amore che si concluse con una tragedia, in quanto la sposa, amatissima, perì nel dargli alla luce un figlio e lasciandolo vedovo sconsolato. Obbligato ad esercitare un mestiere che non amava, cercò sollievo in un altro matrimonio, questa volta con una certa Isabel de Aguilar dalla quale avrebbe avuto due figli. Per mantenere decorosamente la sua famiglia gli fu giocoforza continuare l'attività di notaio e segretario, anche se continuava la stesura di alcune delle opere destinate a illustrarne, in seguito, la fama.
Nel 1494, aveva conosciuto i figli di Cristoforo Colombo ed era rimasto assai colpito dai loro racconti sulle terre appena scoperte. Il suo interesse, da quel lontano momento, era sempre cresciuto, tanto da fargli maturare l'idea di recarsi personalmente nelle Indie, come allora venivano chiamati i territori dell'America.

### Prime esperienze nelle Americhe
Partì, infine, nel 1514 con destinazione "Castilla del oro", con l'incarico di Ispettore della fusione e della marcatura dell'oro e di segretario sovraintendente alle miniere e ai giudizi criminali. Restò, però, soltanto un anno nel territorio centroamericano, perché riteneva di dover portare a conoscenza della Corte le sue impressioni e i suoi progetti. Il Re, a cui voleva presentare i suoi disegni era, però, ormai vecchio e malato e non riuscì a interessarlo alle sue osservazioni. 
Il re Ferdinando morì poco dopo e il suo successore Carlo V lo indirizzò ai prelati che esercitavano, di fatto, la funzione di reggenti delle colonie, ma costoro non diedero soverchia importanza ai suoi memoriali. Oviedo, ormai interessato, quasi esclusivamente al futuro delle colonie, entrò anche in polemica con Bartolomé de Las Casas che proprio in quegli anni tuonava contro la politica di sopraffazione verso gli indigeni. La concezione umanitaria del “defensor de indios” era secondo il nostro storico inadeguata alla situazione reale dei territori d'oltremare per i quali egli propugnava, invece, un'organizzazione di tipo militare, basata sull'esempio dell'Ordine di Santiago.
Le relazioni di Oviedo sui territori americani e soprattutto le sue denunce sulla scandalosa condotta del governatore Pedro Arias Dávila, uomo avido e infido che aveva fatto giustiziare perfino suo genero Vasco Núñez de Balboa, gli valsero comunque il riconoscimento della Corte, unanime nel lodare la sua esperienza. Nel 1520, dotato ancora una volta di cariche ufficiali, si imbarcò, nuovamente per le Indie, accompagnato dalla moglie e dai suoi due figli. Sbarcò a Santo Domingo, ma otto giorni dopo era già in partenza per il Darién, il territorio della sua giurisdizione.

### Tra la Spagna e le Americhe
Oviedo aveva contato sull'amicizia con il governatore Lope de Sosa, ma questi era morto in mare prima ancora di aver messo piede nelle Indie, lasciandolo solo di fronte al vendicativo Pedro Arias. Furono anni difficili per il futuro storico, confrontato alle manovre di un subdolo avversario. Tuttavia seppe destreggiarsi in mezzo ad avversità di ogni genere, subendo anche un attentato che mise a repentaglio la sua stessa esistenza. La sua vita familiare fu anch'essa assai travagliata. Appena giunto in Santa Maria del Darién dovette seppellire il figlioletto di appena otto anni e nel 1522 perse anche la moglie. Un anno dopo, in partenza per la Spagna, contrasse un nuovo matrimonio, questa volta con una dama di nome Catalina de Ribafrecha a cui affidò i due figli superstiti prima di rientrare nella madrepatria.
Ricevuto a Corte espose, ancora una volta, delle accese lamentele per l'operato di Pedro Arias e presentò la sua ultima opera detta il "Sumario" ovvero "De la natural historia de las Indias" ricevendo unanimi elogi. La sua fama era ormai acquisita ed ottenne il titolo e le funzioni di governatore di Cartagena de Indias. Rientrato nel suo nuovo territorio si trovò nuovamente alle prese con l'inossidabile Pedro Arias Dávila e, nelle lotte che ne seguirono, si portò nel territorio appena conquistato del Nicaragua in difesa del governatore della nuova colonia.  Nel 1530 era nuovamente in Spagna, ascoltato da tutti per l'enorme esperienza che possedeva sui territori americani. Il suo prestigio era ormai tanto notevole che Carlo V lo nominò, il 18 agosto del 1532 "Cronista oficial de las Indias".

### Ultimi anni
La vita di Oviedo avrebbe potuto, da allora, svolgersi tranquillamente, ma non era nella sua natura rimanere lontano dagli avvenimenti delle colonie che tanto lo interessavano e, infatti, nel 1533 si trasferì a Santo Domingo con la carica di "alcalde" della locale fortezza.
Si trovò nuovamente immischiato nelle turbolente vicende politiche dei territori americani e rientrò ancora una volta a Corte per denunciare le manovre del governatore di Santa Marta, ma il suo fu un viaggio inutile, perché costui era morto nel frattempo.
Di nuovo a Santo Domingo, nel 1536, questa volta vi restò per dieci anni di seguito, acquisendo notizie sulla recente conquista del Perù e parteggiando per Diego de Almagro nella guerra civile che questi intraprese contro Francisco Pizarro. Intanto seguitava a comporre la storia generale delle Indie che sarebbe stata la sua opera più importante.
Il suo figlio maggiore, Francisco, partito per il Perù, morì affogato attraversando un torrente tumultuoso, mentre seguiva Almagro nella conquista del Cile e la sua perdita afflisse particolarmente l'angosciato genitore che ne avrebbe ricordato la fine in una pagina vibrante delle sue storie.
Nel 1546 fece ancora un viaggio in Spagna e venne ricevuto a Corte con tutti gli onori che la sua fama, ormai diffusa in tutta Europa, meritava.
Rientrato, infine, nella sua amata Santo Domingo vi rimase per il resto della sua vita, dedicandosi principalmente al completamento delle sue opere. Morì il 26 giugno del 1557 all'età di 81 anni.

## La personalità
Oviedo fu uno storico e un naturalista di notevoli capacità. Come storico abbracciò, in un primo momento le tesi favorevoli alla acquisizione, anche violenta, dei territori d'Oltremare, ma giunto alla maturità, modificò le sue vedute sulle ragioni della conquista, impressionato dagli abusi dei "conquistadores" che denunciò apertamente in alcune delle sue pagini più interessanti.
Come naturalista si interessò, per primo, alla vegetazione e alla fauna americana che descrisse e catalogò con cura ed interesse scientifico.
Non tralasciò neppure l'etnologia investigando, in maniera dettagliata, le società indigene che studiò con consumata perizia, riportando usi e consuetudini delle varie etnie.
Scrisse la storia della conquista dei vari territori americani riportando le testimonianze dei protagonisti con cui ebbe sovente rapporti personali. Fa eccezione la storia della conquista del Perù che fu redatta sulla base di racconti orali, dal momento che non visitò mai quelle regioni. La sua stima per Almagro gli fece sempre difendere le ragioni dello sfortunato esploratore del Cile e, di converso, lo portò, spesso, a denigrare l'opera del suo rivale Pizarro. 
In numerose opere tracciò anche le vicende di molti paesi d'Europa, dimostrando indubbie capacità di ricerca storica unite ad una altrettanto notevole potere di sintesi degli avvenimenti esaminati. È evidente in lui la padronanza della genealogia delle principali famiglie europee e, naturalmente, l'assoluta conoscenza di quella delle casate spagnole che mise in luce in svariate occasioni.
Si occupò anche di archeologia, facendo personalmente accurate investigazioni nell'area madrilena alla ricerca di vestigia romane che si conclusero con la messa alla luce di tre iscrizioni latine dimenticate.
La sua opera più importante resta comunque la Storia delle Indie, assai apprezzata anche dagli storici moderni.
Resta da considerare una curiosa abilità in uno storico, quella cioè di saper disegnare le persone e i paesaggi con cui ha sapientemente ornato le sue opere. Questa sua dote venne ammirata anche dallo stesso Leonardo da Vinci, che ebbe occasione di vedere alcuni dei suoi elaborati in Italia.

## Le opere

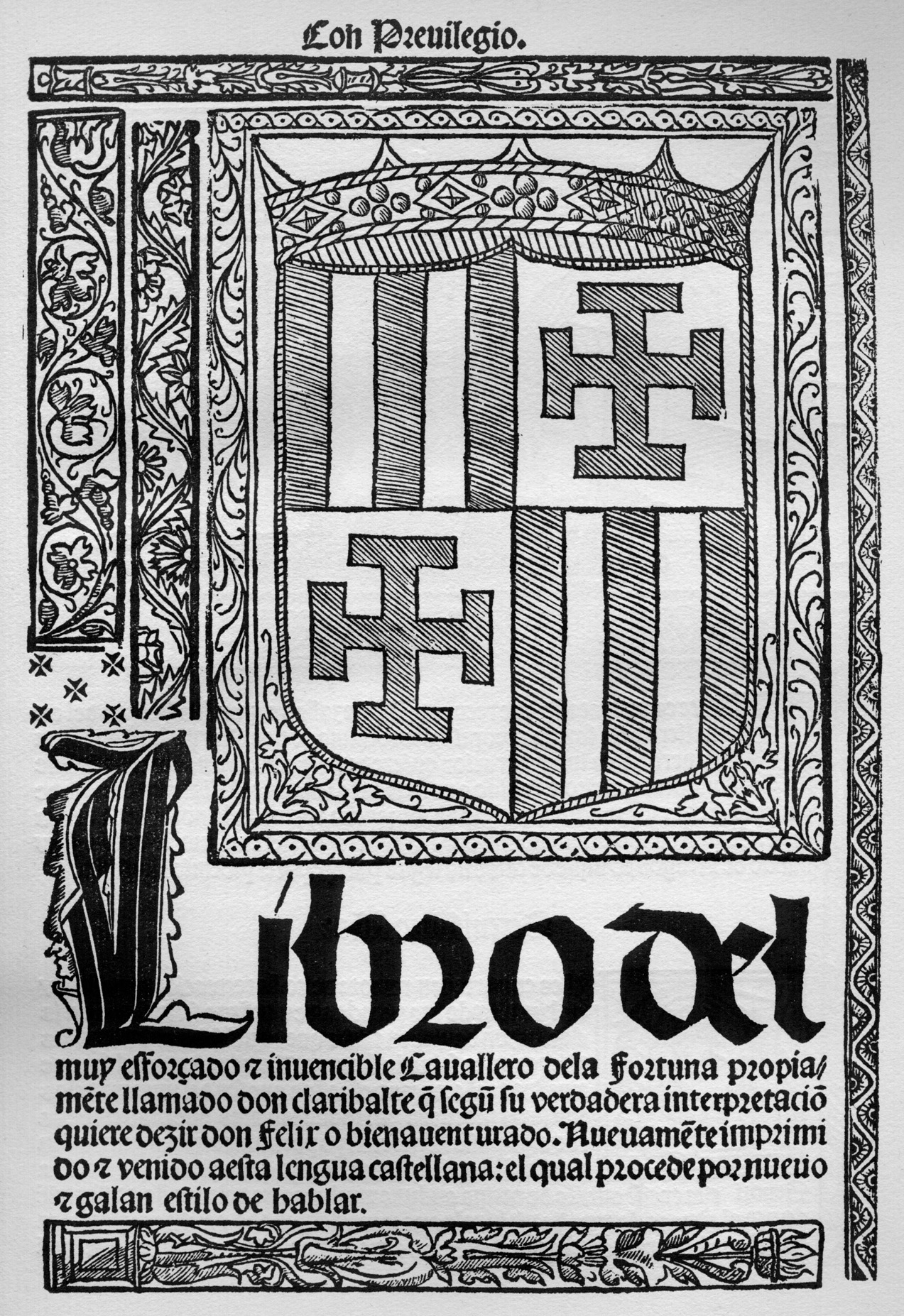
Copertina del Libro de don Claribalte, 1519

- Libro de don Claribalte: libro del muy esforzado e invencible caballero de Fortuna, propriamente llamado don Claribalte, que segun su verdadera interpretación quiere decir don Felix o bienaventurado, nuevamente emprimido y venido en esta lengua castellana; el qual procede por nuevo y galán estilo de hablar, por medio de Gonzalo Fernández de Oviedo, alias de Sobrepeña, vecino de la noble villa de Madrid.
  - stampato in Valencia nel 1519
- La respuesta a la epístola del Almirante
  - Manoscritto nella Bibl. Nacional de Madrid (7.075. fols. 13-44)
- Relación de lo subcedido en la prisión del rey Francisco de Francia desde que fu traído a España y por todo el tiempo que estuvo en ella hasta que el Emperador le dío libertad y volvío a Francia, casado con Madama Leonor, hermana del emperador Carlos V, rey de España; escrita por el capitán Gonzalo Fernández de Oviedo, alcalde de la fortaleza de la cibdad de Sancto Domingo de la isla Española, y coronista de la Sacra Cesaréa Majestad del emperador Carlos V y de la serenísima reina doña Joana, su madre.
  - Manoscritto nella Bibl. nacional de Madrid (8.756, fols 1-122)
- Oviedo: De la natural historia de las Indias, o Sumario de la natural, etc.
  - stampata in Toledo 1526
  - in Barcia Historiadores de las Indias occidentales - tomo I - Madrid 1749
- Libro primero del blasón: tractado general de todas las armas e diferencias dellas, e de los escudos e diferencias que en ellos hay, e de la ordenque se debe guardar en las dichas armas, para que sean certasno falsas e de las colores e metales quehay en armería e de las reglas e circustancias a este efecto convenientes. 
  - Manoscritto nella Real Acc. de la Historia (9-21-5-96;fols 1-45)
- Catálogo Real de Castilla, y de todos los reyes de la Españas e de Nápoles y Secilia, e de los reyes y señores de las casa de Francia, Austria, Holanda y Borgoña; de donde proceden los quatro abolorios de la Cesárea Majestad del eperador don Carlos, nuestro señor, con relación de todos los eperadores y summos pontefices que han subcedido desde Julio César, que fué el primero emperador, u desde el apóstol Sanct Pedro, que fué el primero papa, hasta el año de Cristo de MDXXXII años.
  - Manoscritto nella Bibl del Escorial (codice H-j-7)
- Epílogo Real, imperial y pontifical.
  - Manoscritto nella Bibl. Nacional de Madrid (6.224)
- libro de Cámara Real del principe don Juan. 
  - Manoscritto autografo nella Bibl del Escurial (e-IV-8) in Bibliófilos Españoles - Madrid 1870
- Batallas y Quincuagenas, escriptas por el capitán Gonzalo Fernández de Oviedo, criado del príncipe don Juan etc. 
  - Manoscritti nella Bibl. Nacional, nella Real Acc. de la Historia e nella Bibl de Palacio de Madrid.
- Libro de linajes y armas que escribió el capitán Gonzalo Fernández de Oviedo y Valdés, coronista del emperador Carlos V y de las Indias. 
  - Manoscritto nella Real Acc. de la Historia (Col. Salazar, C-24)
- Las Quincuagenas de los generosos e illustres e no menos famosos reyes, princípes, duques, marqueses, y condes e caballeros e personas notables de España, que escribió el capitán Gonzalo Ferández de Oviedo y Valdés, alcaide de Sus Majestad de la fortaleza de la cibdad y puerto de Sancto Domingo de la Isla Española, coronista de las Indias, islas e Tierra Firme del mar Océano, vecino y regidor desta cibdad e natural de la muy noble e lea villa de Madrid.
  - Manoscritto nella Bibl. Nacional de Madrid (2.217-18 y 19)
  - in Vicente de la Fuente, Madrid 1880
- Historia general y natural de las Indias y Tierra Firme del mar Océano.
  - Manoscritto autografo in Bibl. Nacional de la Historia.
  - in Bibl. Aut. Esp. Tomi I-V - Madrid 1991